# Ammar Souayah
Ammar Souayah (arabe : عمار السويّح), né le 11 juin 1957 à Tebourba, est un entraîneur de football tunisien.

## Carrière
Après une vingtaine d'années comme entraîneur en deuxième et troisième divisions, il entraîne le Club sportif de Hammam Lif, avec qui il remporte la coupe de Tunisie de football en 2001, puis l'Étoile sportive du Sahel.
Il est à la tête de l'équipe de Tunisie, notamment à l'occasion de la coupe du monde 2002 ; il dirige, en compagnie de Khemaïs Laabidi, sept matchs soldés par trois nuls et quatre défaites avec deux buts marqués et huit encaissés.
En 2015, il prend la tête de l’Espérance sportive de Tunis, avant d'être limogé le 2 janvier 2017.
Ammar Souyah est nommé à la direction technique de la Jeunesse sportive de Kabylie en octobre 2021 et la quitte en juin 2022.

### Joueur
- 1967-1978 : Jeunesse sportive de Tebourba

### Entraîneur
- 1978-1980 : Jeunesse sportive de Tebourba (jeunes)
- 1980-1981 : Union sportive de Djedeida (juniors)
- 1981-1983 : Union sportive de Djedeida (seniors)
- 1983-1984 : Jeunesse sportive de Tebourba
- 1984-1985 : Union sportive de Djedeida
- 1985-1986 : Jeunesse sportive de Tebourba
- 1986-1987 : Association sportive de Oued Ellil (juniors)
- 1987-1989 : Association sportive de Oued Ellil
- 1989-1990 : Olympique du Kef
- 1990-1991 : Grombalia Sport
- 1991-1992 : Association sportive de Oued Ellil
- 1993-1994 : Stade gabésien
- 1994-1995 : Stade africain de Menzel Bourguiba
- 1995-1996 : Olympique du Kef puis Stade africain de Menzel Bourguiba
- 1996-1997 : Stade africain de Menzel Bourguiba puis Sporting Club de Ben Arous
- 1997-1998 : Étoile sportive de Béni Khalled puis El Gawafel sportives de Gafsa
- 1998-1999 : Avenir sportif de Gabès puis Association sportive de l'Ariana
- 1999-2001 : Club sportif de Hammam Lif
- 2001-2002 : Étoile sportive du Sahel puis équipe nationale
- 2002-2003 : Étoile sportive du Sahel (directeur technique puis entraîneur des seniors)
- 2003-2004 : Étoile sportive du Sahel (remplacé en cours de saison)
- 2004-2009 : Entraîneur en Arabie saoudite où il dirige notamment les équipes d'Al-Hazem, Al-Qadsiah, Al-Taï et Al-Ettifaq
- 2010-2011 : Entraîneur de l'équipe de Tunisie espoirs
- 2011 : Entraîneur de l'équipe de Tunisie
- 2015-2017 : Espérance sportive de Tunis
- 2021-2022 : Jeunesse sportive de Kabylie
- depuis fév. 2024 : Entente sportive sétifienne

## Palmarès
- Coupe d'Afrique des vainqueurs de coupe : 2003
- Championnat de Tunisie de troisième division (poule nord) : 1978-1979
- Championnat de Tunisie de deuxième division :
  - Champion : 1999-2000
  - Vice-champion : 1988-1989
- Coupe de Tunisie : 2000-2001, 2015-2016
- Championnat d'Algérie :
  - Vice-champion : 2021-2022